# Projet de confédération contre les États barbaresques

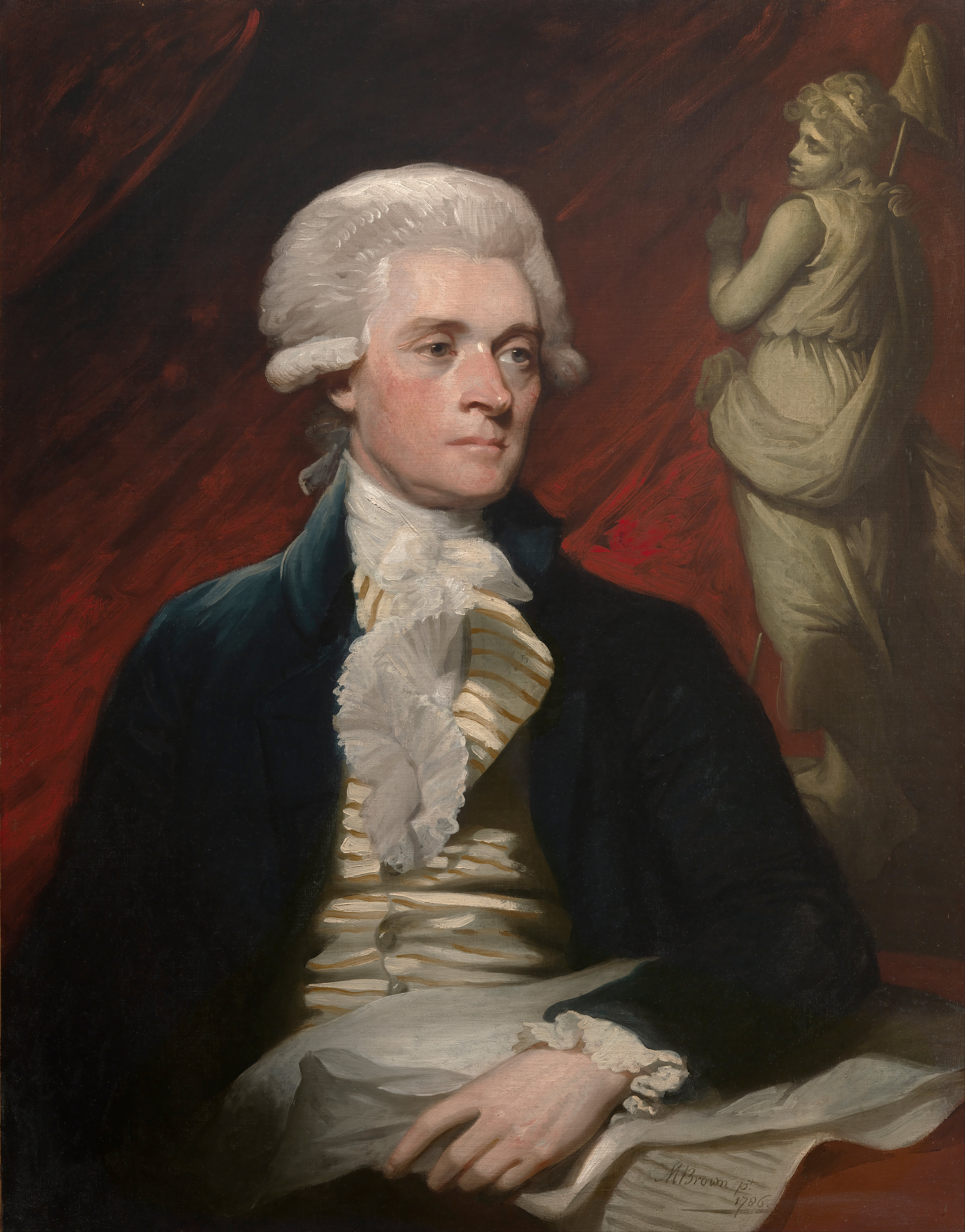
Thomas Jefferson, représenté ici dans une peinture de Mather Brown de 1786, proposa une force militaire internationale pour combattre les États barbaresques.

Propositions pour une action combinée entre les puissances en guerre contre les États Barbaresques, est le titre d’une note identique rédigée par Thomas Jefferson en 1786, alors qu’il occupait le poste d'ambassadeur des États-Unis en France.
Ce document proposait la formation d’une alliance militaire intergouvernementale en vue d’instaurer un blocus naval contre la Régence d’Alger, qui autorisait les pirates barbaresques à attaquer les navires marchands.
Cette initiative fut rejetée par le Congrès de la Confédération et ne fut jamais mise en œuvre.

## Contexte
Les pirates opérant depuis l'Afrique du Nord, avec le consentement du Dey d'Alger et des dirigeants des autres États barbaresques, attaquaient les navires dans la Méditerranée depuis les années 1600.
À partir du XVIIIe siècle, les puissances européennes négocièrent des traités avec le Dey pour contrôler les pirates en échange de tributs somptueux.
Les États-Unis commencèrent à négocier des traités avec la Régence d'Alger et les autres États barbaresques en 1784.

## Proposition
Selon la proposition de Jefferson, chaque État partie à l’alliance contribuerait par au moins une frégate à une flottille navale combinée située en mer Méditerranée, ainsi que des tenders et d'autres navires de soutien. La gouvernance de la force serait confiée à un conseil des ministres, composé de délégués de chaque État partie, qui se réunirait à Versailles, où les délégués détiendraient des voix proportionnelles aux contributions des États qu’ils représentaient. Une fois constituée, l'alliance partirait en guerre contre Alger et, après sa défaite, recentrerait ses efforts sur les autres États barbaresques. L’article IX de la circulaire suggérait de lier les signataires à rester dans l'alliance, même si une guerre éclatait entre deux ou plusieurs d'entre eux.

## Réponse
Selon l'autobiographie de Jefferson, le Royaume de Portugal, Royaume de Naples, République de Venise, le Royaume des Deux-Siciles, le Royaume de France, Malte, la Suède et le Danemark répondirent tous favorablement à la proposition, tandis que l'Espagne et la Grande-Bretagne se montrèrent « hésitantes » sur la question
Le Congrès de la Confédération, cependant, exprima son opposition à cette idée, possiblement sous l’influence du lobbying de John Adams et John Jay, et la question fut finalement abandonnée.
Les exactions contre la navigation américaine et européenne s’intensifièrent au cours des années suivantes, tout comme le montant des tributs exigés par les dirigeants des États barbaresques.
En juin 1800, la Suède et le Danemark proposèrent aux États-Unis la formation d’une flottille navale trinationale pour escorter les navires suédois, danois et américains lors de leurs traversées de la Méditerranée.
Le président des États-Unis, John Adams, rejeta la proposition, préférant continuer à verser les tributs.
L’année suivante, avec l’accession de Jefferson à la présidence, la politique américaine changea, et les États-Unis entrèrent en guerre contre Alger, Tripoli et Tunis lors de la première guerre barbaresque.